# بولیکووچی
بولیکووچی (به صربی: Boljkovci) یک روستا در صربستان است که در Moravica District واقع شده‌است.
 بولیکووچی  ۴۹۸ نفر جمعیت دارد.